# Liselotte Wajstedt
Liselotte Wajstedt, född 15 september 1973 i Kiruna, Jukkasjärvi socken, är en svensk-nordsamisk regissör och konstnär. Hon är framförallt känd för sina dokumentärfilmer. Tystnaden i Sapmi, visad på Sveriges Television nominerades till Human Award.

## Biografi
Liselotte Wajstedt är uppväxt i Kiruna, där hon redan i yngre tonåren ägnade sig åt konst och skapande. Hon är dotter till konstnären Jan Vajstedt och har genom sin mor (hemmahörande i Nedre Soppero) rötter i samisk kultur. Liselotte Wajstedt lämnade Kiruna 1991 när hon som 17-åring hoppade av sin pågående gymnasieutbildning för att satsa på en karriär som konstnär. Efter flytten till södra Sverige utbildade sig Wajstedt på flera olika fria konstskolor, filmutbildning vid Högskolan på Gotland och konst på Kungliga konsthögskolan. 
2007 släppte hon sin första fullängdsfilm, dokumentären Sami Nieida Jojk. Filmen är har beskrivits som en "roadmovie i Sápmi" där Wajstedt blandar det dokumentära berättandet, varvat med fantasieggande animation och musikalisk klippning. Filmen problematiserar den samiska identiteten och vem som har rätt att kalla sig själv för same, samtidigt som Wajstedt själv söker efter sin förlorade samiska identitet. Dokumentären visades bland annat på Sveriges Television och på Folkets Bio 
Hennes nästa fullängdsfilm var dokumentären Kiruna - Rymdvägen (2013) som avhandlar den pågående stadsrivningen i Kiruna.  Dokumentären tar avstamp i Wajstedts uppväxtplats i kvarteret Ullspiran i Kiruna, en av LKAB:s egna fastigheter som nu ska rivas. I filmen dokumenterar hon med filmkameran de platser och de händelser hon minns i staden och ställer frågan vad som kommer hända med Kiruna som en följd av de pågående rivningarna.  
Hon är kusin till den samiska författaren Ann-Helén Laestadius.  Wajstedt är idag bosatt i Stockholm. 

## Filmografi[13][14]
- Tystnaden i Sápmi, 72:00 min, (2022)
- ”The Fire”, 9:50 min, (2017)
- Kiruna Ortdrivaren / Kiruna The Driftblock, pågående filmprojekt (2016)
- Burn the drums / Goahti, musikvideo 2:04 min (2016)
- Goahti, stumfilm, 10:26 min (2016)
- The Lost One, 6:30 min (2014)
- Jorindas Resa, 16:00 min (2014)
- Jorinda / Cherry On Top, musikvideo för The Knife 9:00 min (2014)
- Kiruna – Rymdvägen, Kiruna – Space Road, 52:00 min (2013)
- A soul of a city, 5:50 min (2012)
- I am in Làvvu, konstfilm, installation 5:00 min (2011)
- Giron, 3:00 min (2011)
- Árvas, musikvideo åt Sofia Jannok 3:40 min (2009)
- Faces, kortfilm 3:29 min (2008)
- Reindeers, kortfilm (2008)
- A Sami In The City, 8:00 min (2007)
- The Sami and her body, 4:52 min (2007)
- Sami Nieida Jojk (Sami Daughter Yoik) dokumentär 58:30 min (2007)
- Koltloop, experimentell kortfilm med material från ”Sámi Nieida Jojk” ´3.18 min (2005)
- Rockabilly musikvideo, Fe-mail 8.48 min. (2005)

## Utställningar
- The Lost One på Bildmuseet, Umeå Universitet, från 2014-05-25 till 2014-09-07 [15]
- Faces and Árvas på Bildmuseet, Umeå Universitet, från 2010-03-06 till 2010-03-14 [16]